# Dekanat Ljutomer
Dekanat Ljutomer – jeden z 3 dekanatów rzymskokatolickich diecezji murskosobockiej w Słowienii. W jego skład wchodzi 11 parafii.

## Lista parafii
| Lp. | Miejscowość            | Parafia                                        | Kościół                                                       | Grafika |
| --- | ---------------------- | ---------------------------------------------- | ------------------------------------------------------------- | ------- |
| 1   | Apače                  | Parafia Wniebowzięcia Najświętszej Maryi Panny | Kościół Wniebowzięcia Najświętszej Maryi Panny w Apače        |         |
| 2   | Cezanjevci             | Parafia św. Rocha i św. Sebastiana             | Kościół św. Rocha i św. Sebastiana w Cezanjevci               |         |
| 3   | Gornja Radgona         | Parafia św. Piotra                             | Kościół św. Piotra w Gornja Radgona                           |         |
| 4   | Radenci                | Parafia św. Marii Magdaleny                    | Kościół św. Marii Magdaleny w Radenci                         |         |
| 5   | Križevci pri Ljutomeru | Parafia Podwyższenia Krzyża Świętego           | Kościół Podwyższenia Krzyża Świętego w Križevci pri Ljutomeru |         |
| 6   | Ljutomer               | Parafia św. Jana Chrzciciela                   | Kościół św. Jana Chrzciciela w Ljutomer                       |         |
| 7   | Mala Nedelja           | Parafia Trójcy Przenajświętszej                | Kościół Trójcy Przenajświętszej w Mala Nedelja                |         |
| 8   | Radenci                | Parafia Świętych Cyryla i Metodego             | Kościół Świętych Cyryla i Metodego w Radenci                  |         |
| 9   | Razkrižje              | Parafia św. Jana Nepomucena                    | Kościół św. Jana Nepomucena w Razkrižje                       |         |
| 10  | Videm ob Ščavnici      | Parafia św. Jerzego                            | Kościół św. Jerzego w Videm ob Ščavnici                       |         |
| 11  | Veržej                 | Parafia św. Michała Archanioła                 | Kościół św. Michała Archanioła w Veržej                       |         |